# Rachmanów
Rachmanów (ukr. Рохманів, początkowo Pegazy) – wieś (dawniej miasteczko) na Ukrainie w rejonie krzemienieckim obwodzie tarnopolskim. Wieś liczy 769 mieszkańców.

## Historia
Mikołaj Bazyli Potocki, starosta kaniowski, zapisał dobra klucz «Rochmanowski» w województwie wołyńskim położony synowcowi swemu ks. Kajetanowi Potockiemu, kanonikowi katedralnemu krakowskiemu.
W II Rzeczypospolitej należała do wiejskiej gminy Szumsk w powiecie krzemienieckim w woj. wołyńskim i liczyła w 1921 roku 709 mieszkańców.
Po wojnie miasteczko weszło w struktury administracyjne Związku Radzieckiego.